# Лебедь (река)
Ле́бедь (женский род; алт. Куу — «лебедь, лебединый») — река в Турочакском районе Республики Алтай. Длина реки — 175 км, площадь водосборного бассейна — 4500 км².
Берёт начало с вершин Абаканского хребта, впадает — в Бию у села Турочак. Высота устья — 297 м над уровнем моря.
Во времена СССР весной по реке сплавляли лес. В истоках Лебеди и её притоков промышленным образом (ходит драга) добывают золото, из-за чего вода в реке очень мутная, галечные отмели покрыты илом. В низовьях реки по берегам построены туристические базы отдыха.
В долине реки преобладают глинистые сланцы, прорванные местами выходами кристаллических пород, сиенита, гранита и диорита. Встречаются также кристаллические, метаморфические и другие сланцы.

## Флора и фауна

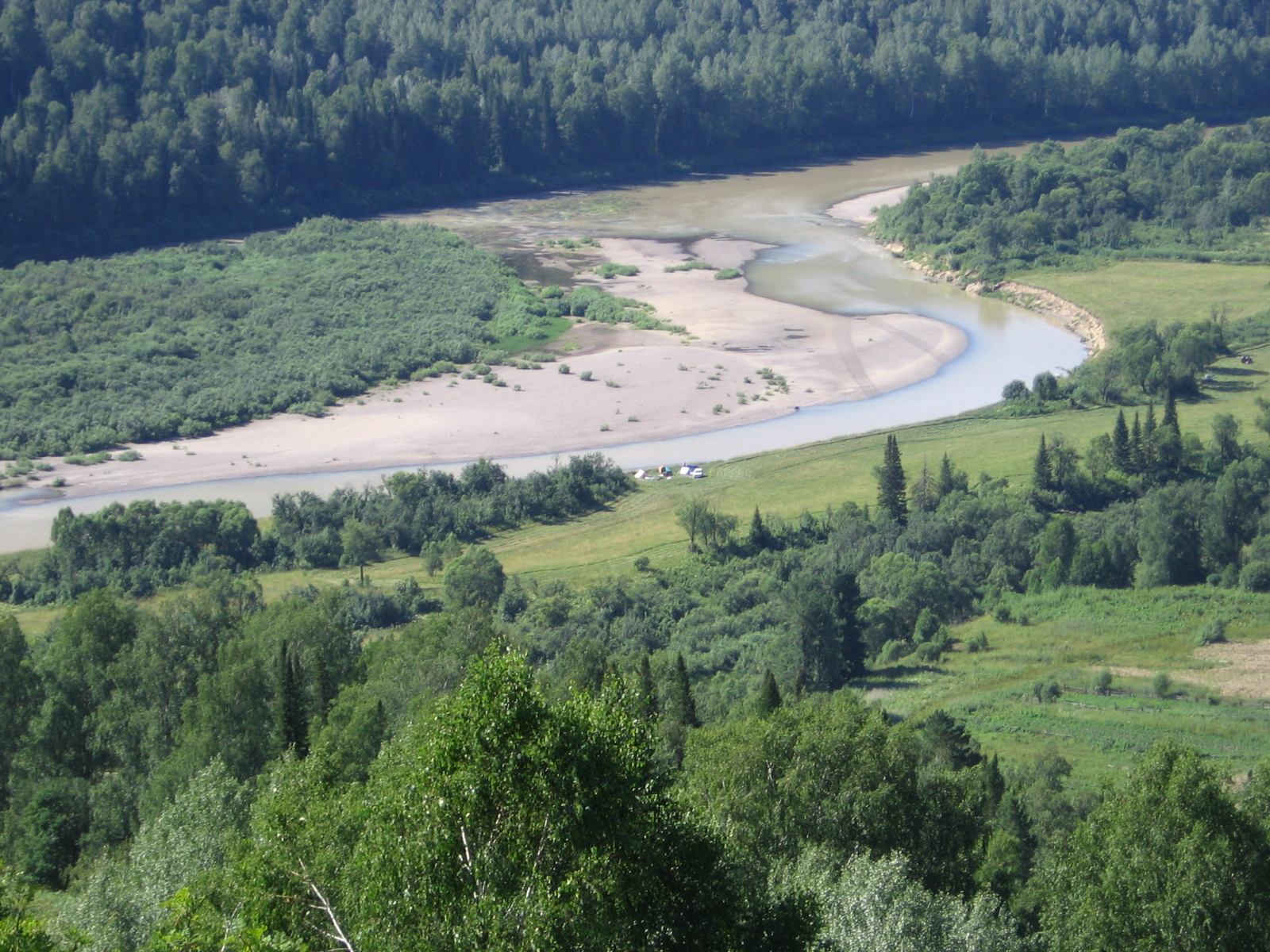
Лебедь вблизи впадения в Бию

Берега верхнего течения реки покрыты густой черневой тайгой. В основном сибирский кедр и пихта.
В реке водятся щука, пескарь, ёрш, чебак, окунь, лещ, хариус.

## Притоки
- 22 км: Сия
- 42 км: Аинка
- 51 км: Байгол — длина 85 км
- 54 км: Тюлем
- 83 км: Салазан
- 86 км: Базла
- 92 км: Оо
- 107 км: Атла
- 114 км: Садра — длина 55 км
- 124 км: Албас
- 130 км: Каурчак
- 137 км: Пушта
- 148 км: Манык

## Расход воды
| Средний расход воды (м³/с) реки Лебедь по месяцам с 1936 по 1985 гг. (замеры производились на гидрологическом посту в районе села Усть-Лебедь) |